# Iahweh (banda)
Iahweh foi uma banda católica brasileira de rock cristão e metal cristão, originada em Taubaté (Vale do Paraíba paulista). 
Lançou seu primeiro disco em 1996, chamado Alfa e Ômega, incluindo uma versão musical da conhecida oração católica "Salve Rainha". Após problemas internos, a banda entrou em hiato, do qual somente saiu em 2008, lançado o álbum Neblim, que trouxe as faixas "Misericórdia, Senhor" e "Ruah". Em 2009, o grupo ganhou o I Troféu Louvemos o Senhor, na categoria melhor álbum de rock. No ano de 2010 a banda lançou seu primeiro clipe da música "Neblim" na versão orquestrada, que contou com a participação especial da Orquestra Filarmônica do Cone Leste Paulista. O clipe foi gravado no galpão do departamento de Engenharia e Arquitetura da Universidade de Taubaté, em São Paulo.
Em 2011, o vocalista André Leite foi convidado para assumir os vocais da renomada banda gaúcha Hangar, coordenada pelo ex-baterista do Angra, Aquiles Priester, para substituir Humberto Sobrinho. André saiu da banda em 28 de setembro de 2012. 
Em março de 2014, no dia 5, exatamente no dia que sucede o carnaval, na Quarta-feira de Cinzas, lançou seu novo clipe com participação de Padre Fábio de Melo que tem como título "Deserto", nome do terceiro CD lançado no mesmo mês.

## Integrantes[2]
- André Leite - vocal
- Toninho de Marco - guitarra
- Alessandro Bittencourt - baixo
- Tiago Mattos - guitarra
- Eloy Casagrande - bateria

## Discografia
- 1996 - Alfa e Ômega
- 2008 - Neblim
- 2014 - Deserto

## Videografia

### Clipes
- 2010 - "Neblim"
- 2014 - "Deserto"

## Prêmios
| Ano  | Recipiente | Categoria                                                    | Resultado |
| ---- | ---------- | ------------------------------------------------------------ | --------- |
| 2009 | Neblim     | I Troféu Louvemos o Senhor - Categoria 12: Melhor Álbum Rock | Venceu    |